# Francisco Foppens
Francisco Foppens fue un impresor bruselense nacido a finales del siglo XVI y fallecido en 1686. Incluyó la obra final de Magdalena de Passe en su edición de Las metamorfosis de Ovidio de 1677.  Su imprenta publicó a numerosos autores destacados, incluyendo varias obras del léxico español Francisco Sobrino.  Su influencia se extiende allende las fronteras de sus nativos Países Bajos españoles; al menos uno de sus impresos, el Dictionnaire des Halles ou Extrait du Dictionnaire de l’Academie françoise, es considerado una de las principales referencias del francés por la Academia francesa.

## Biografía
Estuvo activo desde 1637 hasta su muerte; empero, el Project on the Engraved Sources of Spanish Colonial Art de las universidades UCD y PUCP limitan su actividad a 1661-1773. Su hijo Francisco II le sucedió de 1689 a 1730 o 1733 y obtuvo el privilegio de imprimir, en particular, La Imitación de Jesucristo, así como las obras de teatro y óperas representadas en el Teatro de la Moneda.
Su hijo Francisco III se hizo cargo de la imprenta familiar entre 1733 y 1781.